# 八尾おわら資料館
八尾おわら資料館（やつおおわらしりょうかん、英: Yatsuo Owara Museum）は、富山県富山市八尾町東町にある公立の博物館である。通称はおわら資料館。富山県博物館協会会員。

## 概要
八尾町東町にあった、おわら中興の祖と呼ばれる、初代越中八尾民謡おわら保存会（現 富山県民謡越中八尾おわら保存会）会長、川崎順二の生家及び病院跡地に建ち、越中おわら節やおわら風の盆に関する資料を展示し、おわら節、風の盆の歴史ならびに、それらの発展に係わった人々などを紹介する施設である。
元々は、明治から大正時代にかけて建てられたの川崎順二の生家、および病院の木造平屋建て238m2の建物、ならびに土地を、川崎順二と夫人が亡くなったあと、1989年（平成元年）5月に八尾町が購入、八尾公民館東町分館として、生前川崎順二が収集した数多くのおわらの資料を保存し、風の盆前夜祭と月一回の期日限定で展示を始めたのが始まりである。1992年（平成4年）3月には八尾町がおわら資料館条例を発効、同年4月、建物の内装の整備と展示資料の充実をはかり、「おわら資料館」として展示期間も延長し正式にスタートした。しかし建物の老朽化が進み、1996年（平成8年）12月に取り壊しが決定、今後の資料館については話し合いが持たれることとなり、資料は一時、鏡町公民館分館に移された。
その後、同地に「八尾町おわら資料館」として現在の資料館が建設され、2000年（平成12年）4月27日に完成式を行い、同年4月28日に開館した。2005年（平成17年）には、八尾町が富山市などと合併し富山市となったため、「八尾おわら資料館」に改称した。2020年（令和2年）3月20日には、映像や展示の一部変更などのリニューアルを行っている。
資料館は、エントランス、受付、休憩室（和室）などがある、日本瓦葺き、漆喰仕上げ壁の外観の町屋棟、映像展示室がある映像展示棟、資料展示室とギャラリーがある2階建ての展示棟の3つの棟で構成されている。また、敷地内（建物の横）には、1971年（昭和46年）に元八尾町社会体育館前に建立された、高さ1.5m、幅1.6mの「越中おわら発祥の地」の石碑が移設され建つ。建物は第33回（平成14年度）富山県建築賞一般部門で入賞をしている。
また、明治10年以前の歌詞55首を含む、明治から1928年（昭和3年）までに詠まれた「古謡」、その後小杉放菴、野口雨情らが詠んだ唄や、2009年（平成21年）まで続いた懸賞募集当選歌などの「新作おわら」3,070首を整理保管している。

## 映像展示室
約10分間の映像が流れ、おわら節の由来とともに、幻想的で優美なおわらの映像を楽しむことができる。

## 資料展示室
おわらを育んだ川崎順二にまつわる資料を中心に展示を行っており、1階展示室には、川崎順二が生家に招いた小杉放菴、野口雨情などの歌人、詩人、文人達との交流の様子や歴史がわかる資料を展示。2階ギャラリーには、おわらの歌詞や踊り、地方といったおわらの重要な要素について資料を展示し解説している。また、松本勘玄が使用していた胡弓などの楽器も展示している。

## 休憩室
格子戸と漆喰仕上げの壁の22畳の和室で、天井には太い梁が幾重にも組み合わせた伝統的な八尾の町屋の姿を見ることができる。

## 施設情報
- 開館時間 : 9時 - 17時（16時30分で受付終了）
- 休館日 : 年末年始（12月29日 - 1月3日）臨時休館あり
- 入館料 : 大人 210円、高校生以下 100円（団体割引 あり）

## 交通アクセス
- JR高山本線 越中八尾駅より
  - 徒歩 約30分
  - 八尾コミュニティバス環状線（左廻り）で約13分
  - 環状線（右廻り）で約28分（ともにバス停「おわら資料館前」下車）
- 車
  - 北陸自動車道 富山ICより 約25分